# KKPL
Koordinaten: 40° 59′ 22″ N, 105° 3′ 47″ W
KKPL oder KKPL-FM (Branding: „The Point“) ist ein US-amerikanischer kommerzieller Hörfunksender mit einem Adult Contemporary-Sendeformat aus Cheyenne im US-Bundesstaat Wyoming. KKPL sendet auf der UKW-Frequenz 99,9 MHz. Eigentümer und Betreiber ist Townsquare Media of Ft. Collins, Inc.